# 羽原又吉
羽原 又吉（はばら ゆうきち、1882年12月5日 - 1969年3月19日）は、日本の経済史学者。

## 経歴
大分県直入郡都野村（現・竹田市）出身。1909年7月東京帝国大学理科大学動物学科卒業。1912年北海道庁技師として小樽水産試験場勤務。1918年農林省水産講習所（現東京海洋大学）嘱託となり、1931年に教授、1942年退官。
学生時代の専攻分野は水産動物学であり、卒業後は漁業経済学、ついで漁業経済史の分野を開拓、全国の水産漁業史料・古記録を調査・研究し、1950年「近世日本水産業の発展過程に関する経済史的研究」により、経済学博士(慶応義塾大学)の学位を授与される。1950年朝日賞受賞。「日本漁業経済史」で1955年日本学士院賞受賞。1951年日本常民文化研究所常務理事。

## 著書
- 『漁港及魚市場論』水産書院 1914
- 『アイヌ社会経済史』白揚社 日本歴史文庫 1939
- 『日本昆布業資本主義史 支那輸出』有斐閣 慶応義塾経済史学会紀要 1940
- 『日本古代漁業経済史』改造社 1949
- 『日本漁業経済史』岩波書店 1952-1955
- 『日本近代漁業経済史』岩波書店 1957
- 『漂海民』岩波新書 1963